# Czuringa

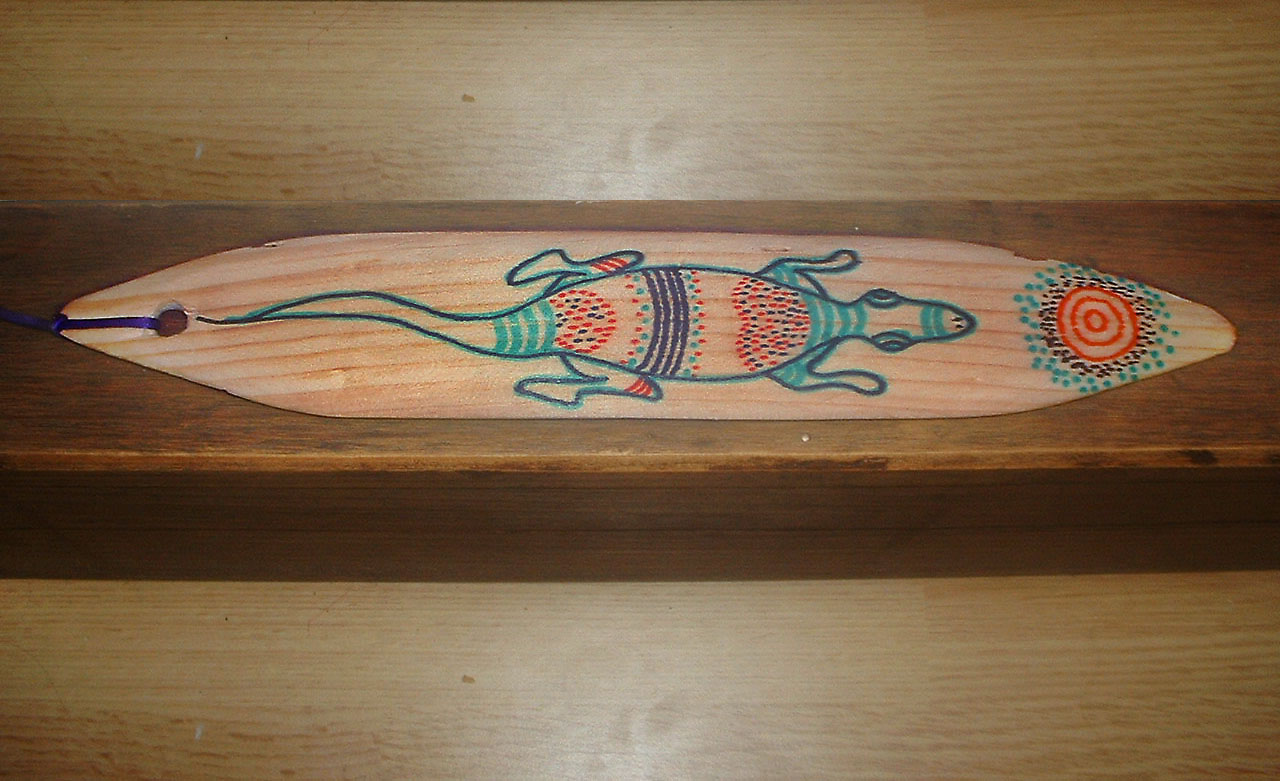
Czuringa

Czuringa (lub tjuringa, churinga) – u Aborygenów przedmiot wykonany z drewna lub kamienia, płaski, owalny lub czasem okrągły, o długości 10–15 cm. Jest to rzecz, w której manifestuje się moc duchów. Słowo pochodzenia arandzkiego.
Arandowie wierzą, iż czuringa jest jednym z wcieleń (obok elementów krajobrazu) przodków: herosów-stworzycieli. Każdy członek plemienia posiada własną czuringę, przechowywaną w składzie – najczęściej jaskini lub pustym drzewie. Każdemu nowo narodzonemu dziecku przydziela się czuringę odpowiedniego totemu, która wcześniej należała do jakiegoś zmarłego. Zapewnia to ciągłość reinkarnacji.

## Etymologia nazwy
Nazwa tego przedmiotu pochodzi od dwóch słów z języka aranda:
- tju – ukryty
- ringa – coś własnego, prywatnego.